# Rote Insel
Rote Insel (littéralement : « Île rouge ») est le nom familièrement donné à une zone du quartier de Schöneberg, à Berlin. En tant que telle, « l'île » fait administrativement partie de l'arrondissement de Tempelhof-Schöneberg.
Le quartier a émergé de son emplacement « insulaire » entre différentes voies ferrées et montrait traditionnellement une orientation politique « rouge » de sa population.
L'église commémorative de la reine Louise (de) et le gazomètre de Schöneberg sont des points de repère architecturaux de la zone.